# Return to Bolivia
Return to Bolivia es una película argentina documental con inclusión de animación, dirigida por Mariano Raffo, con guion propio y de Marina Boolls.

## Sinopsis
Return to Bolivia relata el viaje a su país de origen de una familia boliviana que vive en Liniers, Buenos Aires, atendiendo una verdulería. Con el propósito de conseguir empleados para su negocio viajan a Bolivia luego de ocho años de ausencia. Durante el viaje van encontrándose con sus familiares, sus amigos y sus tradiciones abandonadas. Contada como una película de estilo Road Movie, donde la historia se desarrolla con el trasfondo del viaje.  En ella la cámara sigue a una pareja de bolivianos con sus tres hijos, hacia el cruce de la frontera entre La Quiaca Jujuy y Villazón  potosí, para luego ir a un caserío en el altiplano entre Oruro y La Paz.

### Características
Rodada con escasos recursos y un equipo de filmación mínimo que incluyó al director y a la productora y sonidista del filme, Marina Boolls.  Para la banda sonora se buscaron ruidos que construyan ambientes que refuercen la idea del guion y el discurso. La música es de Zelmar Garín, un compositor de música concreta que trabaja con elementos de la naturaleza cotidiana utilizados como objetos sonoros.

## Reparto
| Actriz/Actor          | Personaje |
| --------------------- | --------- |
| Janeth Cuiza          | Janeth    |
| Brian Quispe Cuiza    | Brian     |
| Camila Quispe Cuiza   | Camila    |
| Jhoselyn Quispe Cuiza | Jhoselyn  |
| David Quispe          | David     |

## Estreno
En su estreno el 2 de julio de 2009, recibió críticas positivas, donde se valora su desenfado y naturalidad al contar historias.
| País      | Fecha              |
| --------- | ------------------ |
| Argentina | 2 de julio de 2009 |

### Festivales
Esta producción obtuvo varios premios internacionales, como el premio al Mejor Documental Extranjero del XI Festival Icaro de Guatemala y al Mejor Documental del Festival de Gualeguaychú antes de su estreno en la Argentina. Participó de los siguientes festivales y muestras:
- Selección Oficial 3.er. Festival de la Memoria en Tepoztlán - México.
- Competencia Argentina en el Festival Internacional de Gualeguaychú 2009 - Argentina.
- Festival de Cine y Video Imágenes de la Patagonia - Neuquén, Argentina.
- 30.º Festival Internacional del Nuevo Cine Latinoamericano La Habana 2008- Cuba
- Selección Oficial Tucumán Cine 2008 - Argentina
- Selección Oficial XI Festival Icaro 2008 - Guatemala
- Selección Oficial Muestra Cinema Latino 2008 - Ecuador
- Selección Muestra de Cine Argentino en Leipzig 2009 - Alemania
- Selección Oficial 1.ª Muestra Internacional de Cine Social 'Voces' - Ecuador 2008
- Festival Nacional de Cine de Villa Carlos Paz Córdoba 2009 - Argentina
- Mercado Guadalajara 2008 - México
- Mercado Miradas Doc 2008 - España
- The Doc Shop Hot Docs 2008 - Canadá
- 21.er Mar del Plata International Film Festival (Desarrollo de l Proyecto) - Argentina
- 22.º Mar del Plata International Film Festival (Desarrollo de l Proyecto) - Argentina

### Premios
| País      | Fecha | Festival                                                                        |
| --------- | ----- | ------------------------------------------------------------------------------- |
| Argentina | 2009  | Mejor Documental del Festival de Gualeguaychú                                   |
| Guatemala | 2008  | Mejor Documental Extranjero del XI Festival Icaro de Guatemala                  |
| Argentina | 2008  | Premio Mejor Imagen Festival de Tucumán Cine                                    |
| Argentina | 2009  | Primer Premio Zona Centro Imágenes de la Patagonia del Festival ARAN de Neuquén |
| Argentina | 2009  | Gran Premio Federal Amonite (compartido) del Festival ARAN de Neuquén           |

## Links
- Crítica del Buenos Aires Herald
- Sitio Oficial
- Productora del film, Pelela cine